# Herb Szczawnicy
Herb Szczawnicy – jeden z symboli miasta Szczawnica i gminy Szczawnica w postaci herbu przyjęty uchwałą rady miasta nr 277/XLV/02 z 2 października 2002.

## Wygląd i symbolika
Herb przedstawia na tarczy dwudzielnej krzywaśnią srebrną w skos, w polu pierwszym błękitnym góra trójskalista srebrna z krzyżem złotym na szczycie środkowym, w polu drugim błękitnym zdrój złoty ze strugą srebrną.
Krzywaśń symbolizuje Dunajec, trójwzgórze – górę Bryjarkę z krzyżem.

## Historia
Herb zatwierdzony 28 grudnia 1990 uchwałą nr 52/XII/90 przedstawiał w polu błękitnym zarys zielonych gór, na tle których szara skała, którą opływa błękitna rzeka. Po prawej stronie skały biały medalion z czerwonym obrzeżem, w nim symbol bijącego źródła. Symbolika herbu nawiązywała do krajobrazu Szczawnicy (góry, skała Kotońka i opływająca ją rzeka Dunajec) oraz uzdrowiskowego charakteru miejscowości (medalion z bijącym źródłem).